# Lago Enriquillo

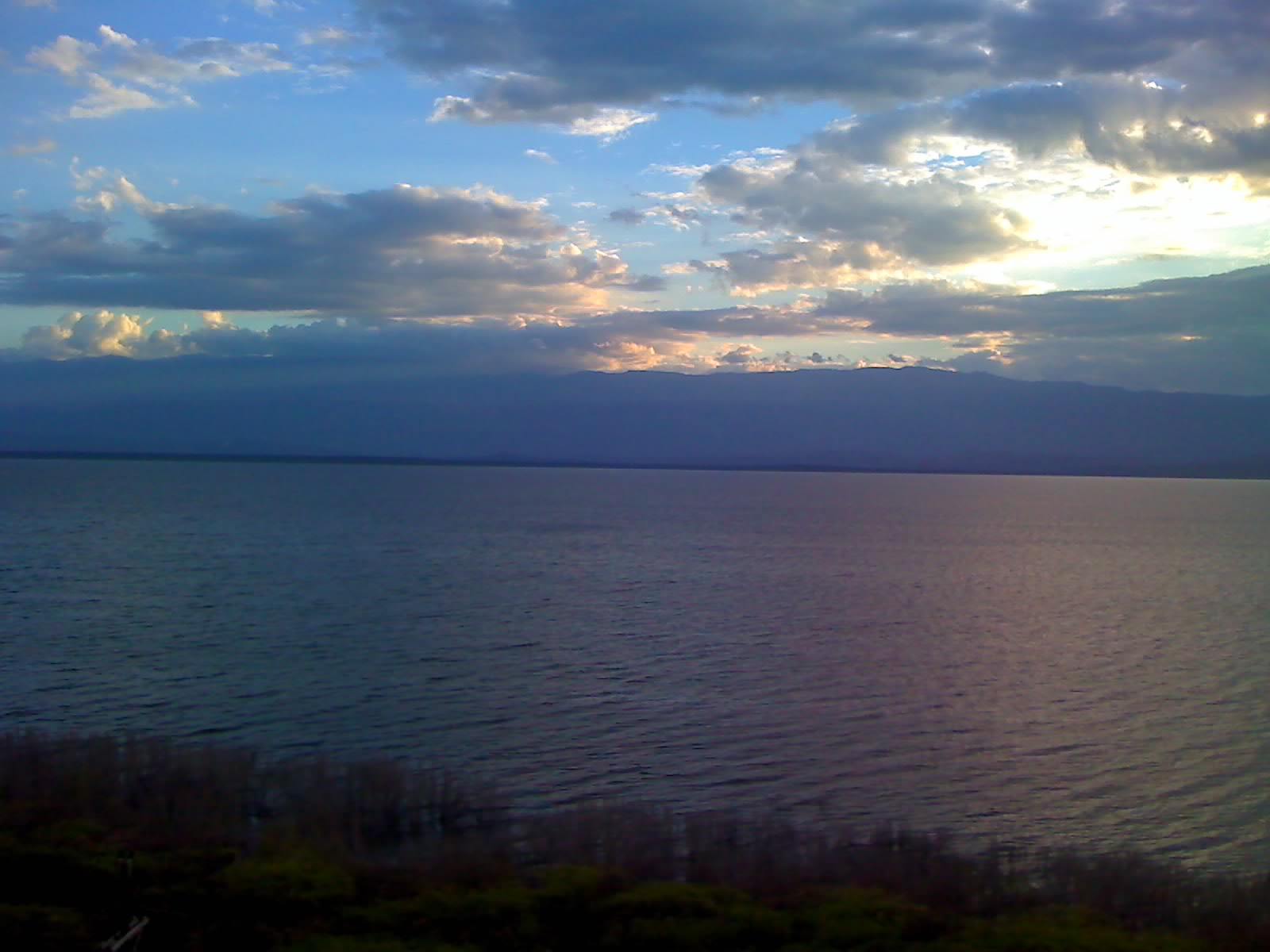
Tomada desde las Caritas de los Indios, La Descubierta, Provincia Independencia.

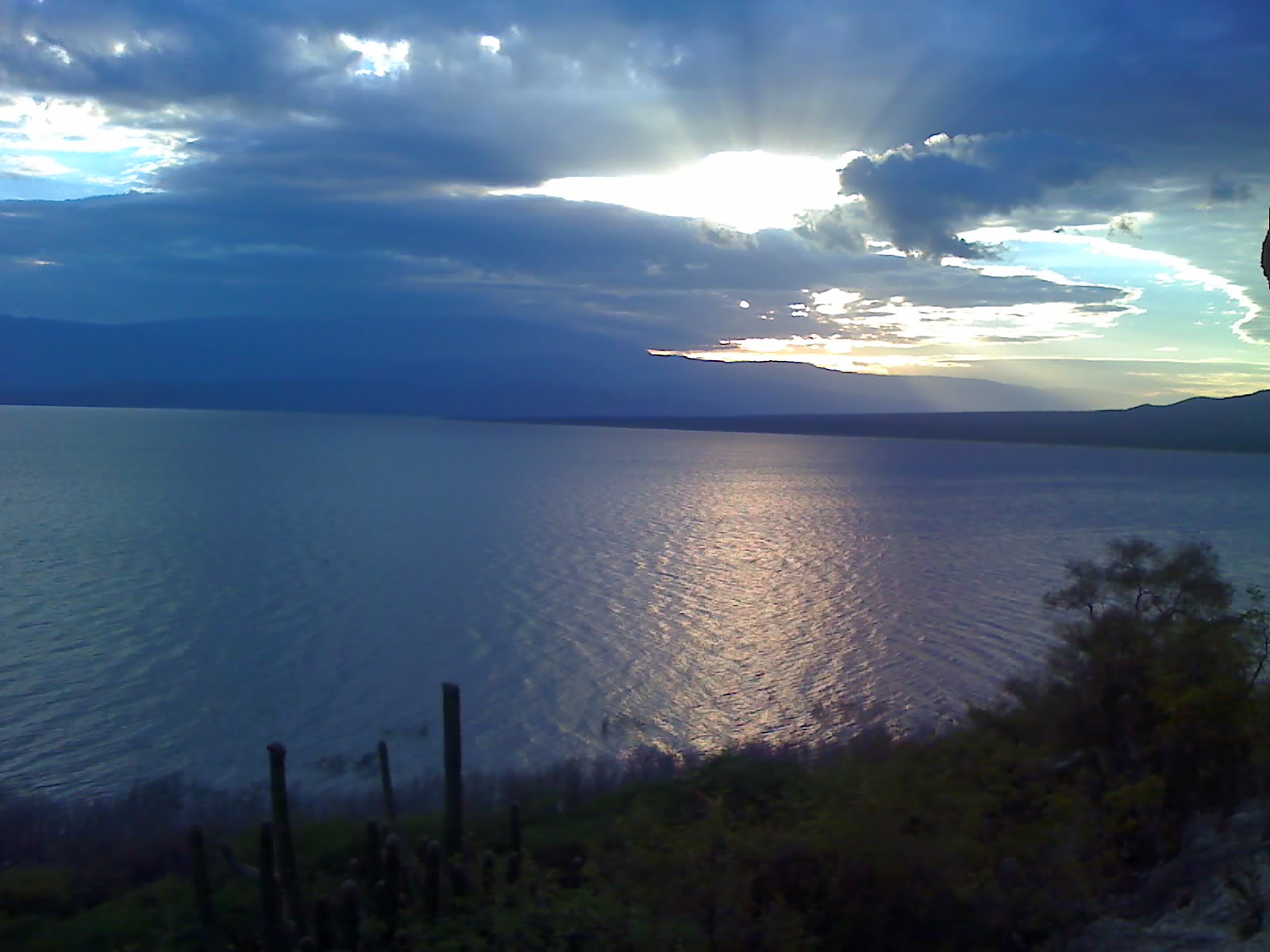
Tomada desde las Caritas de los Indios, La Descubierta, Provincia Independencia.

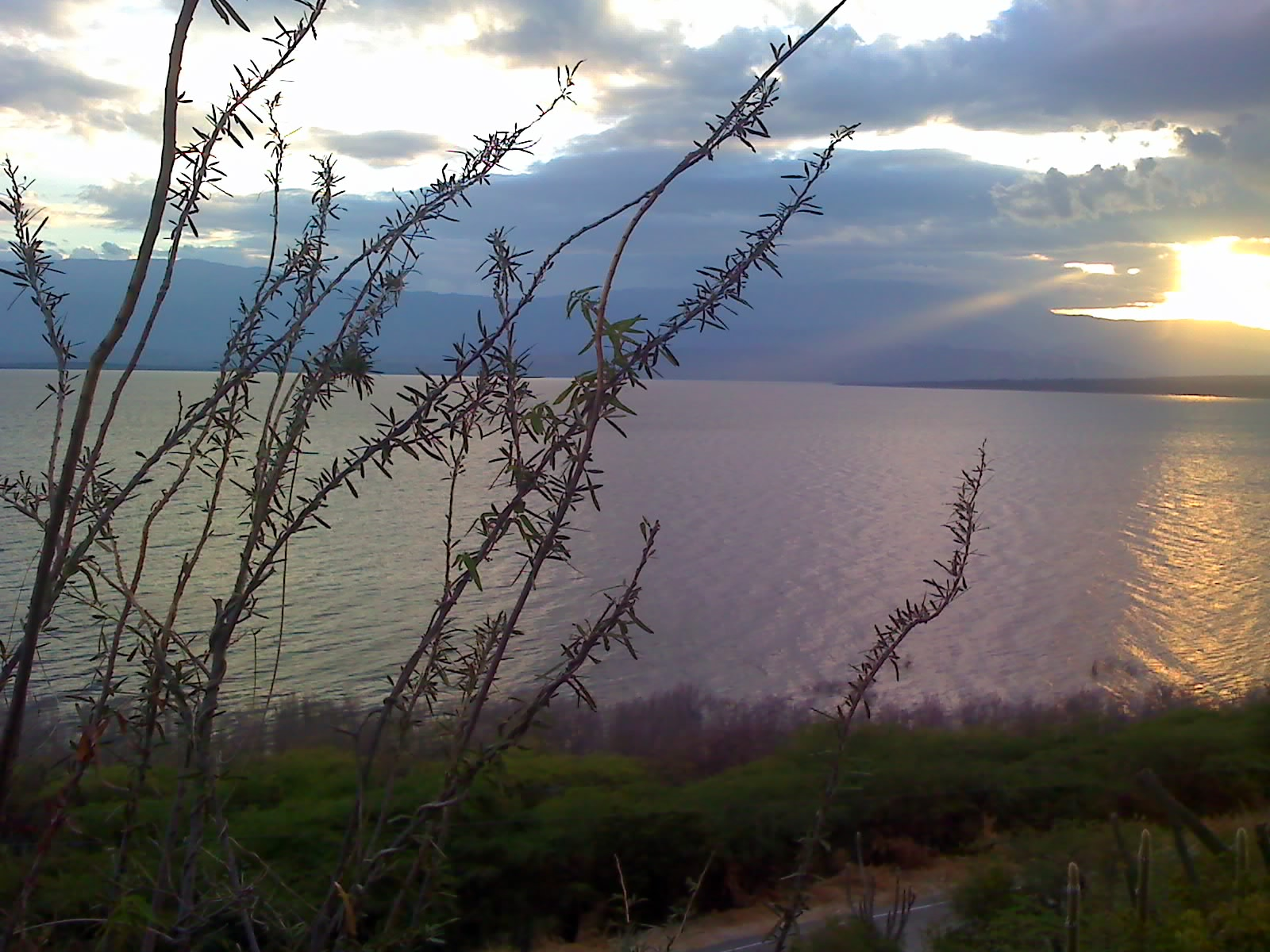
Tomada desde las Caritas de los Indios, La Descubierta, Provincia Independencia.

El lago Enriquillo es la mayor reserva natural de agua de la isla La Española y de todas las Antillas en su conjunto, con una superficie de 375 km² hacia octubre de 2011, aunque su área no es constante. El lago es el resto de un antiguo canal marino que unía las bahías de Neiba en República Dominicana y a Puerto Príncipe en Haití. Sus aguas son compartidas entre las provincias Independencia y Bahoruco. Forma parte del parque nacional lago Enriquillo e isla Cabritos y de la reserva de la biósfera Jaragua-Bahoruco-Enriquillo.

## Medidas
Hacia mediados de 2012 su superficie se encontraba a 29 metros por debajo del nivel del mar, con una profundidad máxima de 50 metros (−79 m s. n. m.). El nivel del lago oscila debido a la fuerte evaporación de la zona, que no se compensa simultáneamente por la lluvia y el escurrimiento de las aguas superficiales de la cuenca. Es el punto más bajo del Caribe.
|                            | | |
| Ubicación geográfica       | | |
| Coordenadas                | 18°29′08″N 71°36′55″O / 18.485555555556, -71.615277777778                                                | 18°29′08″N 71°36′55″O / 18.485555555556, -71.615277777778                                                |
| Ubicación administrativa   | | |
| País                       | República Dominicana                                                                                     | República Dominicana                                                                                     |
| División                   | Bahoruco / Independencia                                                                                 | Bahoruco / Independencia                                                                                 |
| Cuerpo de agua             | | |
| Islas interiores           | Cabritos (Los islotes Barbarita e Islita desaparecieron en 2011 debido a la expansión continua del Lago) | Cabritos (Los islotes Barbarita e Islita desaparecieron en 2011 debido a la expansión continua del Lago) |
| Afluentes                  | Yaque del Sur                                                                                            | Yaque del Sur                                                                                            |
| Efluentes                  | evaporación                                                                                              | evaporación                                                                                              |
| Dimensiones                | | |
| Superficie                 | 265 km²                                                                                                  | 265 km²                                                                                                  |
| Profundidad                | Media: 50 m                                                                                              | Media: 50 m                                                                                              |
| Tu7                        | −29 m s. n. m.                                                                                           | −29 m s. n. m.                                                                                           |
| [editar datos en Wikidata] | | |

## Características
Hacia mediados de 2012 su superficie se encontraba a 29 metros por debajo del nivel del mar, con una profundidad máxima de 50 metros (−79 m s. n. m.). El nivel del lago oscila debido a la fuerte evaporación de la zona, que no se compensa simultáneamente por la lluvia y el escurrimiento de las aguas superficiales de la cuenca, incluyendo las lluvias de los huracanes y los desbordes de los ríos. En 1990, se encontraba a 34 m bajo el nivel del mar mientras que en 1979 llegaba a casi 46 m bajo el nivel del mar. 
La tendencia histórica es a disminuir debido a que las aguas que lo alimentan están siendo usadas en la agricultura y consumo en las ciudades, mientras que la evaporación es constante.
La profundidad del fondo del lago es variable y es mayor al norte de la isla Cabritos, con una cota 79 metros bajo el nivel del mar. Para 1979, antes del paso del huracán David, la profundidad al norte de Cabritos era de 19,5 m mientras que al sur era de solamente 7,6 m. En 1980, al año del paso del Huracán David, la máxima profundidad al norte era de 23,4 m mientras que en el lado meridional era de 12,3 m.
La salinidad del lago Enriquillo antes del 2011 era mayor que la del mar y la variación depende principalmente de la evaporación, para el 2012 la salinidad por ejemplo era de 26 g/l. En el fondo de la parte septentrional del lago se encontraron valores máximos que superan los 110 g/l antes del 2004, lo que hacia que el lago fuera hipersalino. Para el 2013 esta salinidad había bajado bastante como consecuencia de la gran cantidad de agua dulce proveniente de las precipitaciones que han acompañado a las tormentas y huracanes así como de los aportes del Yaque del Sur desde el 2004-2012.
La temperatura en toda la zona es relativamente alta, oscilando entre 27 grados Celsius a 28 °C, llegando incluso a 36 °C. La precipitación es baja ya que el lago se encuentra en una zona seca. La precipitación media anual es de 500 mm que se concentran en dos épocas: mayo-junio-septiembre-octubre-diciembre-enero-julio y agosto.

## Islas
La Isla Cabritos es la única isla que queda dentro del lago, antes de la expansión actual del lago medía aprox. 12 x 2,2 km (26,4 km²); actualmente mide unos 18 km² además tiene una forma alargada. Los islotes Barbarita (también conocida localmente como «Chiquita») e Islita desaparecieron hacia finales de 2011.

## Flora y fauna

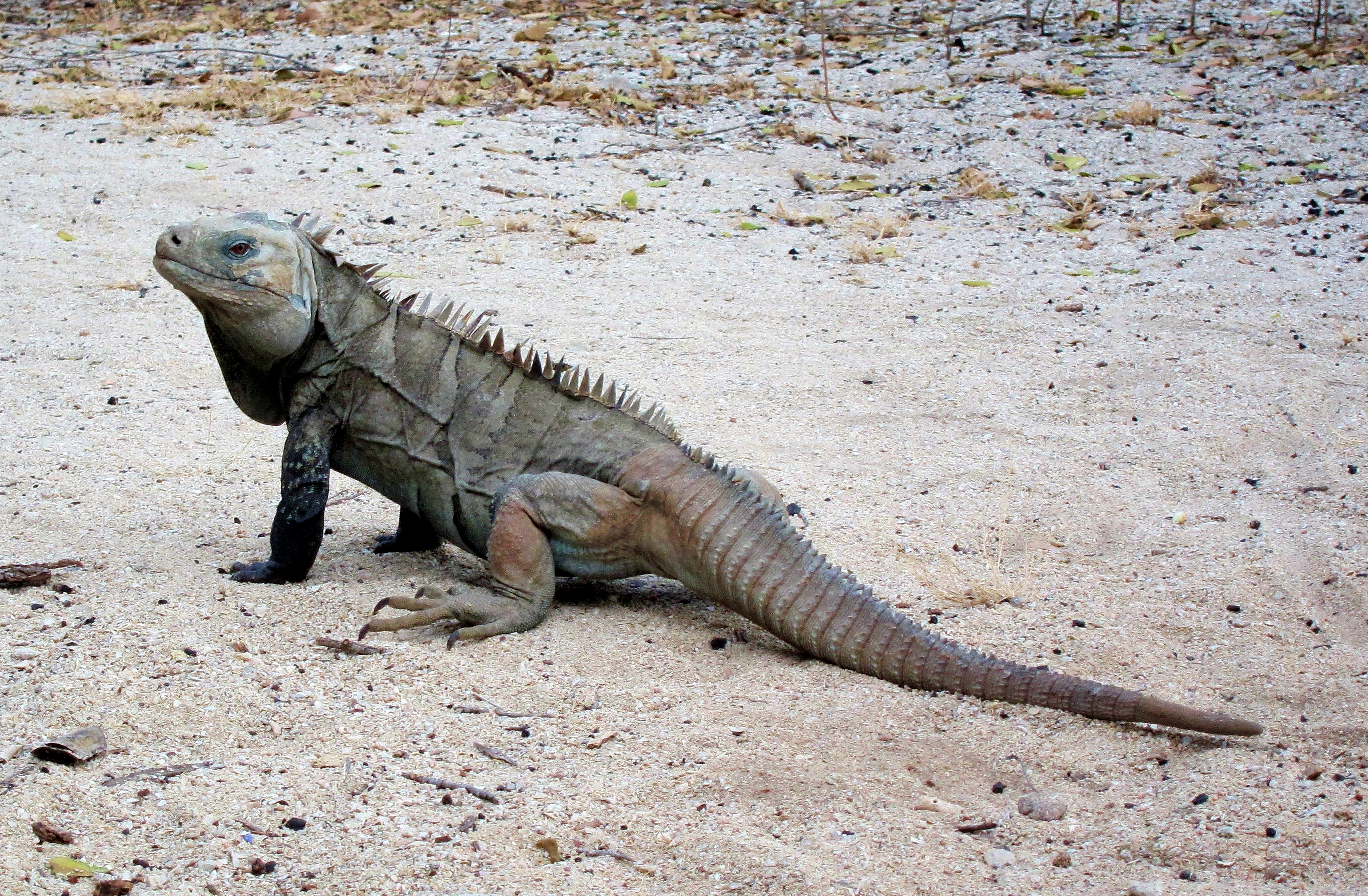
Iguana de Ricord (Cyclura ricordi) en la isla Cabritos, 2011.

Su fauna es muy diversa e interesante, especialmente reptiles y aves. Entre las aves, una de las más llamativas es el flamenco.
Entre los reptiles están las dos especies de iguanas: la iguana rinoceronte (Cyclura cornuta) y la iguana de Ricord (Cyclura ricordi). También está el cocodrilo americano cuya población en el lago es una de las mayores del mundo en estado silvestre ya. Es una especie en peligro de extinción en el país, quedando solamente esta población y habiendo desaparecido las otras. Se alimenta de peces como la tilapia (especie introducida).
La vegetación de los alrededores y de las islas es típica de bosque seco, excepto en algunos lugares donde son comunes los manglares. Las cactáceas son comunes lo mismo que guayacán (Guaiacum officinale), bayahonda o cambrón (Prosopis juliflora) y otros. Una especie importante es la saona (Sarcomphalus domingensis) ya que sus frutos son comidos por las iguanas.
La isla Cabritos tiene el único bosque seco hiperxerofítico que existe bajo el nivel del mar en el continente americano. El punto insular ubicado a mayor cota se encuentra a 5 metros bajo el nivel del mar.

## Ciudades
Hay muchos poblados alrededor del lago Enriquillo cuyos habitantes viven de la agricultura. El centro principal para todas las actividades en el lago es La Descubierta, donde existe un balneario de aguas dulces (Las Barías). La oficina y entrada principal del parque nacional se encuentra a pocos kilómetros de La Descubierta, en La Azufrada.
Actualmente la población más cercana es Boca de Cachón, localidad a 28 metros por debajo del nivel del mar, que se encuentra ya a orillas del lago, cuando solía quedar a unos dos kilómetros de distancia. Se quedó desde 2014 y la localidad esta sumergida debido a la constante expansión lacustre.

## Turismo

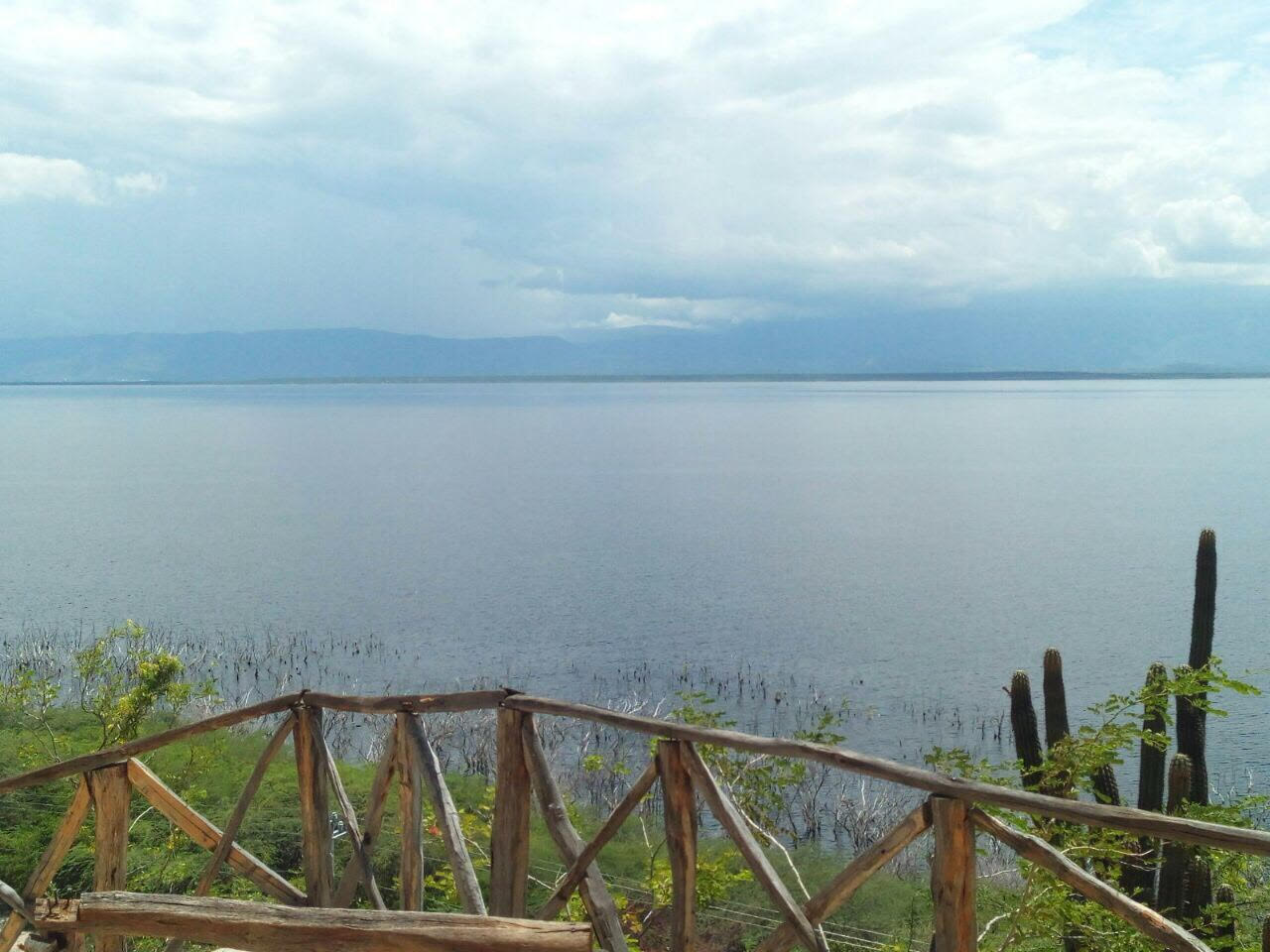
Mirador lago Enriquillo en el parque nacional homónimo.

El lago Enriquillo se ha convertido en un destino turístico importante, tanto para el turismo nacional como extranjero. La mayoría de los que hacen la visita, por La Azufrada, solamente pasan un día. Para visitar la Isla Cabritos es necesario llegar a La Azufrada temprano en la mañana porque luego del mediodía el oleaje es muy fuerte. Allí permanecen representantes de la oficinas de medio ambiente y con quienes pueden tener información sobre el itinerario de guías y botes para llegar hasta la isla cabritos, que incluye posibles avistamientos de la especie de cocodrilos en la desembocadura del río cercano, así como de las dos especies de iguanas que viven en dicha isla.
Poco antes de La Azufrada se encuentra un conjunto de petroglifos indígenas posiblemente pretaínos ("las caritas"), desde donde se tiene una excelente vista del Lago con sus islas.
Existen varios pequeños hoteles en el pueblo de La Descubierta, usualmente usados por los viajantes ligados al comercio y que también son utilizados por turistas atraídos por los atractivos de la zona. Un sistema de transporte con autobuses, también enlazan esta comunidad de La descubierta con Santo Domingo y demás comunidades entre ellas.

## Expansión reciente del Lago
Después del paso de varias tormentas y ciclones tropicales en el transcurso de tres semanas en los meses de agosto y septiembre de 2008 (Fay, Gustav, Hanna, Ike), tanto lugareños como científicos que laboran en la zona notaron que el lago se había expandido.
En un principio, la laguna Rincón evacuaba agua hacia el lago a través del canal Trujillo, que lleva agua potable a las áridas zonas de cultivo para la irrigación; debido tanto a las lluvias extremas causadas por los ciclones, como por el río Yaque del Sur, que se desvió de su cauce y parte de sus aguas empezaron a fluir hacia la Laguna Rincón.
La superficie original del lago que era de unas 17 200 hectáreas o 172 kilómetros cuadrados, aumentó a 26 569 hectáreas a enero de 2009, un mes después (febrero de 2009) su tamaño aumentó hasta las 28 134 hectáreas; ya en abril de 2011 su superficie llegó a superar las 37 000 hectáreas, cifra que equivale a 370 km².
En junio de 2012, la comunidad Boca de Cachón fue inundada parcialmente por el lago Enriquillo.
Mientras que la comunidad de Las Baitoas se encuentra a punto de ser invadida por sus aguas, al encontrarse la orilla del lago a apenas un metro de la carretera que cruza por la comunidad.
En un trabajo del 2016, del Banco Interamericano de Desarrollo (BID), el profesor Geovanny Vicente Romero, destaca el lago Enriquillo como el lago “más grande (375 km²) del Caribe, que ha venido expandiéndose a una velocidad de un 1 metro por año en la última década, destruyendo tierras de cultivo, los hogares de personas y algunas de las faunas silvestres más vulnerables de la República Dominicana. Los científicos sugieren que el cambio climático es la causa-raíz detrás de la subida de las aguas, aunque todavía ellos deben descubrir  las razones precisas. Mientras tanto, el informe más reciente de Cambio Climático de Estados Unidos (U.S. National Climate Assessment) pronostica más patrones meteorológicos extremos en el Caribe con menos tormentas tropicales, pero más intensas”.
“En un intento para reducir los impactos del cambio climático, República Dominicana ha invertido 24 millones de dólares para lanzar un proyecto de ciudad verde con el fin de  crear una comunidad ecológicamente sostenible para las personas que una vez vivieron en lo que hoy es el Lago Enriquillo. Esta nueva ciudad se llama Nuevo Boca de Cachón y es el hogar de  más de 560 familias”.
En 2014 fue fundado el pueblo Nuevo Boca de Cachón donde fueron trasladados los residentes de Boca de Cachón.